# Ramón Reparaz
Ramón González Repáraz (San Sebastián, 14 de octubre de 1931-Madrid, 28 de diciembre de 2006) fue un actor español.

## Biografía
Ramón González Repáraz finalizó estudios de violín en su localidad natal, San Sebastían, hasta descubrir su auténtica vocación: la interpretación. 
Llegó a ser primer galán del cuadro artístico del Círculo Cultural de San Sebastián. En 1958 se incorporó a compañía de Celia Gámez, donde conocería a la que luego sería su mujer, la actriz Mara Goyanes.
En cine debutaría en 1963, con Alegre juventud, de Mariano Ozores. Pero su carrera en la pantalla grande nunca pasó de discreta, destacando entre los títulos en los que participó El Lute: camina o revienta (1987), de Vicente Aranda.
Su carrera teatral fue, sin embargo, más abultada. Se retiraría de las tablas tras interpretar Con ellos llega la risa, junto a Beatriz Carvajal.
Sus últimos años los centró en el doblaje. Fue, por ejemplo la voz en español del sombrero de Harry Potter o la del conejo de Winnie the Pooh. También participó en el nuevo doblaje de 2001 de Blancanieves y los siete enanitos (1937).